# Arsham Parsi
Arsham Parsi, né le 20 septembre 1980 à Chiraz, est un militant pour les droits des lesbiennes, gays, bisexuels et transgenres iranien. Exilé au Canada, il est directeur général de l'Iranian Railroad for Queer Refugees.